# Sommer-Paralympics 1984/Tischtennis
Bei den Sommer-Paralympics 1984 in New York und Stoke Mandeville wurden in insgesamt 39 Wettbewerben im Tischtennis Medaillen vergeben. Bei den Frauen gab es 15 und bei den Männern 24 Medaillen zu vergeben. Wie auch zuvor bei den Spielen in Arnheim  1980 fanden keine Doppelwettbewerbe statt. Die Athleten kämpften in Einzel- und Mannschaftswettbewerben sowie in Offenen Wettbewerben um die Medaillen.

## Medaillengewinner Frauen

### Einzel
Klasse 1B
| Platz | Land                   | Spieler           |
| ----- | ---------------------- | ----------------- |
| 1     | Vereinigtes Königreich | Blackburn, Jane   |
| 2     | Norwegen               | Lysen, Marit      |
| 3     | Schweiz                | Droux, Christiane |

Klasse 1C
| Platz | Land                   | Spieler  |
| ----- | ---------------------- | -------- |
| 1     | Vereinigtes Königreich | Becker   |
| 2     | Vereinigtes Königreich | Neil, D. |
| 3     | –                      | –        |

Klasse 2
| Platz | Land           | Spieler             |
| ----- | -------------- | ------------------- |
| 1     | Schweiz        | Bisquolm, Elisabeth |
| 2     | Österreich     | Schweizer, Rosa     |
| 3     | BR Deutschland | Lamsbach, Ruth      |

Klasse 3
| Platz | Land               | Spieler              |
| ----- | ------------------ | -------------------- |
| 1     | BR Deutschland     | Weninger, Christiane |
| 2     | Vereinigte Staaten | Brown, J.            |
| 3     | Frankreich         | Andre, R.            |

Klasse 4
| Platz | Land        | Spieler               |
| ----- | ----------- | --------------------- |
| 1     | Niederlande | Monique van den Bosch |
| 2     | Hongkong    | Wong                  |
| 3     | Schweiz     | Zaugg, Rosa           |

Klasse C3
| Platz | Land                   | Spieler         |
| ----- | ---------------------- | --------------- |
| 1     | Frankreich             | Coullanges, C.  |
| 2     | Vereinigtes Königreich | Petersen, J.    |
| 3     | Kanada                 | Johnson, Martha |

Klasse C4 – C5
| Platz | Land     | Spieler        |
| ----- | -------- | -------------- |
| 1     | Schweden | Brask, Marie   |
| 2     | Norwegen | Nesset, E.     |
| 3     | Irland   | Cloonan, Morna |

Klasse L3
| Platz | Land                   | Spieler           |
| ----- | ---------------------- | ----------------- |
| 1     | Frankreich             | Cretual, Evelyne  |
| 2     | Vereinigtes Königreich | Heald, Margaret   |
| 3     | Island                 | Gunnarsdottir, H. |

Klasse L4
| Platz | Land                   | Spieler             |
| ----- | ---------------------- | ------------------- |
| 1     | Belgien                | Borre, Ingrid       |
| 2     | Frankreich             | Darvand, Bernadette |
| 3     | Vereinigtes Königreich | Smith, A.           |
| 3     | Norwegen               | Naess, K.           |

Klasse L5
| Platz | Land                | Spieler              |
| ----- | ------------------- | -------------------- |
| 1     | Dänemark            | Baertelsen, Marianne |
| 2     | Volksrepublik China | Wang, Shuyun         |
| 3     | –                   | –                    |

### Mannschaft
Klasse 2
| Platz | Land                   | Spieler |
| ----- | ---------------------- | ------- |
| 1     | Vereinigtes Königreich |         |
| 2     | Vereinigte Staaten     |         |
| 3     | –                      | –       |

Klasse 3
| Platz | Land                   | Spieler |
| ----- | ---------------------- | ------- |
| 1     | Österreich             |         |
| 2     | Irland                 |         |
| 3     | Vereinigtes Königreich |         |

Klasse 4
| Platz | Land           | Spieler |
| ----- | -------------- | ------- |
| 1     | Schweiz        |         |
| 2     | Hongkong       |         |
| 3     | BR Deutschland |         |

### Offener Wettbewerb
Klasse 1B – 4
| Platz | Land           | Spieler               |
| ----- | -------------- | --------------------- |
| 1     | BR Deutschland | Lamsbach, Ruth        |
| 2     | Hongkong       | Wong                  |
| 3     | Niederlande    | Monique van den Bosch |

Klasse CL
| Platz | Land       | Spieler              |
| ----- | ---------- | -------------------- |
| 1     | Dänemark   | Baertelsen, Marianne |
| 2     | Frankreich | Darvand, Bernadette  |
| 3     | Belgien    | Borre, Ingrid        |

## Medaillengewinner Männer

### Einzel
Klasse 1A
| Platz | Land           | Spieler         |
| ----- | -------------- | --------------- |
| 1     | BR Deutschland | Kirchhoff, Ralf |
| 2     | BR Deutschland | Tietze, H.      |
| 3     | Finnland       | Launonen, Matti |

Klasse 1B
| Platz | Land                   | Spieler        |
| ----- | ---------------------- | -------------- |
| 1     | BR Deutschland         | Hassler, Bruno |
| 2     | Vereinigtes Königreich | Edge           |
| 3     | Finnland               | Kajaste        |

Klasse 1C
| Platz | Land           | Spieler         |
| ----- | -------------- | --------------- |
| 1     | BR Deutschland | Emmel, Manfred  |
| 2     | Frankreich     | Jeannin, Daniel |
| 3     | BR Deutschland | Jaksch, Rudolf  |

Klasse 2
| Platz | Land           | Spieler            |
| ----- | -------------- | ------------------ |
| 1     | BR Deutschland | Dorr, Werner       |
| 2     | Österreich     | Mandl, Franz       |
| 3     | Österreich     | Altendorfer, Fritz |

Klasse 3
| Platz | Land           | Spieler      |
| ----- | -------------- | ------------ |
| 1     | BR Deutschland | Simon, Heinz |
| 2     | BR Deutschland | Kolb, Rainer |
| 3     | Österreich     | Starl, Peter |

Klasse 4
| Platz | Land               | Spieler          |
| ----- | ------------------ | ---------------- |
| 1     | BR Deutschland     | Kreidel, Thomas  |
| 2     | BR Deutschland     | Glaese, P.       |
| 3     | Vereinigte Staaten | Dempsey, Michael |

Klasse C1
| Platz | Land                   | Spieler        |
| ----- | ---------------------- | -------------- |
| 1     | Australien             | Biggs, Terry   |
| 2     | Vereinigtes Königreich | Francis, Allen |
| 3     | –                      | –              |

Klasse C2
| Platz | Land     | Spieler      |
| ----- | -------- | ------------ |
| 1     | Schweden | Anderson, J. |
| 2     | Belgien  | Leys, J.     |
| 3     | Belgien  | Maebe, D.    |

Klasse C3
| Platz | Land        | Spieler         |
| ----- | ----------- | --------------- |
| 1     | Israel      | Upshtein, Yaron |
| 2     | Schweden    | Hansen, Olle    |
| 3     | Niederlande | Hartmans, R.    |

Klasse C4
| Platz | Land       | Spieler             |
| ----- | ---------- | ------------------- |
| 1     | Frankreich | Ferraud, R.         |
| 2     | Dänemark   | Mortensen, Flemming |
| 3     | Portugal   | Santos, Paulo Jorge |
| 3     | Schweden   | Gilleras, Tommy     |

Klasse C5
| Platz | Land        | Spieler          |
| ----- | ----------- | ---------------- |
| 1     | Schweden    | Axelsson, Thomas |
| 2     | Niederlande | Visser, R.       |
| 3     | Belgien     | Cusseneers, Roby |
| 3     | Schweden    | Kihlman, P.      |

Klasse L1
| Platz | Land                   | Spieler          |
| ----- | ---------------------- | ---------------- |
| 1     | Schweden               | Andersson, H.    |
| 2     | Schweden               | Johansson, Borje |
| 3     | Vereinigtes Königreich | Welsh, John      |

Klasse L2
| Platz | Land               | Spieler             |
| ----- | ------------------ | ------------------- |
| 1     | BR Deutschland     | Velroyen, Herbert   |
| 2     | Vereinigte Staaten | Stephens, M.        |
| 3     | Jugoslawien        | Djurasinovic, Ilija |
| 3     | Irland             | Rouke, O.           |

Klasse L3
| Platz | Land           | Spieler          |
| ----- | -------------- | ---------------- |
| 1     | Frankreich     | Piras, Marc      |
| 2     | Niederlande    | Vossen, T.       |
| 3     | BR Deutschland | Müller, Klaus    |
| 3     | BR Deutschland | Welting, Stephan |

Klasse L4
| Platz | Land           | Spieler         |
| ----- | -------------- | --------------- |
| 1     | Finnland       | Jokinen, Kimmo  |
| 2     | Schweden       | Nilsson, Jorgen |
| 3     | BR Deutschland | Knabe, Manfred  |
| 3     | Jugoslawien    | Gajic, Z.       |

Klasse L5
| Platz | Land               | Spieler                |
| ----- | ------------------ | ---------------------- |
| 1     | Jugoslawien        | Simonic, Franc         |
| 2     | Vereinigte Staaten | Monesterial, Marcelino |
| 3     | Frankreich         | Roine, Philippe        |
| 3     | BR Deutschland     | Hullerum, P.           |

### Mannschaft
Klasse 1A
| Platz | Land                   | Spieler |
| ----- | ---------------------- | ------- |
| 1     | Finnland               |         |
| 2     | Vereinigte Staaten     |         |
| 3     | Vereinigtes Königreich |         |

Klasse 1B
| Platz | Land                   | Spieler |
| ----- | ---------------------- | ------- |
| 1     | BR Deutschland         |         |
| 2     | Finnland               |         |
| 3     | Vereinigtes Königreich |         |

Klasse 1C
| Platz | Land           | Spieler |
| ----- | -------------- | ------- |
| 1     | BR Deutschland |         |
| 2     | Österreich     |         |
| 3     | Belgien        |         |

Klasse 2
| Platz | Land           | Spieler |
| ----- | -------------- | ------- |
| 1     | Österreich     |         |
| 2     | Frankreich     |         |
| 3     | BR Deutschland |         |

Klasse 3
| Platz | Land           | Spieler |
| ----- | -------------- | ------- |
| 1     | Österreich     |         |
| 2     | BR Deutschland |         |
| 3     | Südkorea       |         |

Klasse 4
| Platz | Land           | Spieler |
| ----- | -------------- | ------- |
| 1     | BR Deutschland |         |
| 2     | Österreich     |         |
| 3     | Hongkong       |         |

### Offener Wettbewerb
Klasse 1A − 4
| Platz | Land           | Spieler          |
| ----- | -------------- | ---------------- |
| 1     | BR Deutschland | Kreidel, Thomas  |
| 2     | Südkorea       | Chang, Choon Bae |
| 3     | BR Deutschland | Glaese, Peter    |

Klasse CL
| Platz | Land        | Spieler        |
| ----- | ----------- | -------------- |
| 1     | Finnland    | Jokinen, Kimmo |
| 2     | Niederlande | Baas, E.       |
| 3     | Jugoslawien | Gajic, Z.      |

## Medaillenspiegel Tischtennis
| Medaillenspiegel Tischtennis | Medaillenspiegel Tischtennis | Medaillenspiegel Tischtennis | Medaillenspiegel Tischtennis | Medaillenspiegel Tischtennis | Medaillenspiegel Tischtennis |
| Platz                        | Land                         | G                            | S                            | B                            | Gesamt                       |
| ---------------------------- | ---------------------------- | ---------------------------- | ---------------------------- | ---------------------------- | ---------------------------- |
| 1                            | BR Deutschland               | 13                           | 4                            | 9                            | 26                           |
| 2                            | Frankreich                   | 4                            | 4                            | 2                            | 10                           |
| 3                            | Schweden                     | 4                            | 3                            | 2                            | 9                            |
| 4                            | Vereinigtes Königreich       | 3                            | 5                            | 5                            | 13                           |
| 5                            | Österreich                   | 3                            | 4                            | 2                            | 9                            |
| 6                            | Finnland                     | 3                            | 1                            | 2                            | 6                            |
| 7                            | Dänemark                     | 2                            | 1                            | –                            | 3                            |
| 8                            | Schweiz                      | 2                            | –                            | 2                            | 4                            |
| 9                            | Niederlande                  | 1                            | 3                            | 2                            | 6                            |
| 10                           | Belgien                      | 1                            | 1                            | 4                            | 6                            |
| 11                           | Jugoslawien                  | 1                            | –                            | 3                            | 4                            |
| 12                           | Australien                   | 1                            | –                            | –                            | 1                            |
| 12                           | Israel                       | 1                            | –                            | –                            | 1                            |
| 14                           | Vereinigte Staaten           | –                            | 5                            | 1                            | 6                            |
| 15                           | Hongkong                     | –                            | 3                            | 1                            | 4                            |
| 16                           | Norwegen                     | –                            | 2                            | 1                            | 3                            |
| 17                           | Irland                       | –                            | 1                            | 2                            | 3                            |
| 18                           | Südkorea                     | –                            | 1                            | 1                            | 2                            |
| 19                           | Volksrepublik China          | –                            | 1                            | –                            | 1                            |
| 20                           | Island                       | –                            | –                            | 1                            | 1                            |
| 20                           | Kanada                       | –                            | –                            | 1                            | 1                            |
| 20                           | Portugal                     | –                            | –                            | 1                            | 1                            |